# Академическая гребля на летних Олимпийских играх 1952 — одиночки
Соревнования среди одиночек по академической гребле среди мужчин на летних Олимпийских играх 1952 года прошли с 20 по 23 июля в окрестностях Хельсинки в Мейлахти. В соревновании приняли участие 18 спортсменов из 18 стран. Действующий олимпийский чемпион из Австралии Мервин Вуд принял участие и в Играх 1952 года, но в финале уступил гребцу Юрию Тюкалову, который представлял дебютировавшую на Олимпийских играх сборную СССР. Бронзовую награду завоевал поляк Теодор Коцерка, который стал первым и до 1992 года единственным в истории Польши призёром в соревнованиях одиночек.
До начала соревнований главным фаворитом считался действующий олимпийский чемпион австралиец Мервин Вуд, который к тому же являлся и победителем последней Хенлейской королевской регаты. В апреле 1952 года умер двукратный чемпион Европы из Дании Эрик Ларсен, который также входил в число фаворитов олимпийского турнира. Также в список претендентов на победу включали победителей Королевской регаты британца Тони Фокса и американца Джона Келли-младшего, на счету которого также значилась победа на европейском чемпионате 1949 года.

## Призёры
| Золото            | Серебро              | Бронза                |
| Юрий Тюкалов СССР | Мервин Вуд Австралия | Теодор Коцерка Польша |

## Рекорды
До начала летних Олимпийских игр 1952 года лучшее олимпийское время было следующим:
| Лучшее олимпийское время | Спортсмен        | Время   | Место     | Дата           |
| ------------------------ | ---------------- | ------- | --------- | -------------- |
| Лучшее олимпийское время | Генри Пирс (AUS) | 07:01,8 | Амстердам | 8 августа 1928 |

По итогам соревнований никто из спортсменов не смог превзойти данный результат.

## Расписание
| Дата    | Раунд                  |
| ------- | ---------------------- |
| 20 июля | Предварительные заезды |
| 21 июля | Отборочные заезды      |
| 21 июля | Полуфиналы             |
| 22 июля | Отборочные заезды      |
| 23 июля | Финал                  |

## Результаты

### Предварительный этап
Первые два спортсмена из каждого заезда проходили в полуфинал соревнований. Все остальные спортсмены попадали в первый отборочный заезд.

#### Заезд 1
| Место | Спортсмен      | Страна         | Время  | Отставание | Примечания |
| ----- | -------------- | -------------- | ------ | ---------- | ---------- |
| 1     | Тони Фокс      | Великобритания | 7:45,1 | +0,0       | SF         |
| 2     | Иэн Стивен     | ЮАС            | 7:47,7 | +2,6       | SF         |
| 3     | Севи Хольмстен | Финляндия      | 7:52,1 | +7,0       | 1R         |
| 4     | Хуан Омедес    | Испания        | 8:03,1 | +18,0      | 1R         |
| 5     | Карлос Адуэса  | Чили           | 8:22,3 | +37,2      | 1R         |

#### Заезд 2
| Место | Спортсмен       | Страна       | Время  | Отставание | Примечания |
| ----- | --------------- | ------------ | ------ | ---------- | ---------- |
| 1     | Мервин Вуд      | Австралия    | 7:44,1 | +0,0       | SF         |
| 2     | Пауль Мейер     | Швейцария    | 7:44,5 | +0,4       | SF         |
| 3     | Гюнтер Шютт     | Саар         | 7:58,4 | +14,3      | 1R         |
| 4     | Франтишек Райх  | Чехословакия | 7:59,0 | +14,9      | 1R         |
| 5     | Хенри Стенаккер | Бельгия      | 8:04,0 | +19,9      | 1R         |

#### Заезд 3
| Место | Спортсмен          | Страна | Время  | Отставание | Примечания |
| ----- | ------------------ | ------ | ------ | ---------- | ---------- |
| 1     | Джон Келли-младший | США    | 7:58,4 | +0,0       | SF         |
| 2     | Теодор Коцерка     | Польша | 7:59,5 | +1,1       | SF         |
| 3     | Уго Пиффери        | Италия | 8:09,0 | +10,6      | 1R         |
| 4     | Хуссейн Эль-Альфи  | Египет | 8:33,5 | +35,1      | 1R         |

#### Заезд 4
| Место | Спортсмен         | Страна     | Время  | Отставание | Примечания |
| ----- | ----------------- | ---------- | ------ | ---------- | ---------- |
| 1     | Юрий Тюкалов      | СССР       | 7:47,9 | +0,0       | SF         |
| 2     | Эдуардо Риссо     | Уругвай    | 7:52,0 | +4,1       | SF         |
| 3     | Анри Бютель       | Франция    | 8:00,4 | +12,5      | 1R         |
| 4     | Роберт ван Месдаг | Нидерланды | 8:02,0 | +14,1      | 1R         |

### Первые отборочные заезды
Победитель каждого заезда проходил во второй отборочный заезд. Все остальные гребцы выбывали из соревнований.

#### Заезд 1
| Место | Спортсмен         | Страна     | Время  | Отставание | Примечания |
| ----- | ----------------- | ---------- | ------ | ---------- | ---------- |
| 1     | Роберт ван Месдаг | Нидерланды | 7:35,6 | +0,0       | 2R         |
| 2     | Севи Хольмстен    | Финляндия  | 7:37,2 | +1,6       |            |
| 3     | Хуссейн Эль-Альфи | Египет     | 8:07,1 | +31,5      |            |

#### Заезд 2
| Место | Спортсмен   | Страна  | Время  | Отставание | Примечания |
| ----- | ----------- | ------- | ------ | ---------- | ---------- |
| 1     | Гюнтер Шютт | Саар    | 7:38,4 | +0,0       | 2R         |
| 2     | Анри Бютель | Франция | 7:41,2 | +2,8       |            |
| 3     | Хуан Омедес | Испания | 7:45,1 | +6,7       |            |

#### Заезд 3
| Место | Спортсмен      | Страна       | Время  | Отставание | Примечания |
| ----- | -------------- | ------------ | ------ | ---------- | ---------- |
| 1     | Франтишек Райх | Чехословакия | 7:39,0 | +0,0       | 2R         |
| 2     | Уго Пиффери    | Италия       | 7:47,5 | +8,5       |            |

#### Заезд 4
| Место | Спортсмен       | Страна  | Время  | Отставание | Примечания |
| ----- | --------------- | ------- | ------ | ---------- | ---------- |
| 1     | Хенри Стенаккер | Бельгия | 7:43,8 | +0,0       | 2R         |
| 2     | Карлос Адуэса   | Чили    | 8:08,9 | +25,1      |            |

### Полуфиналы
Победители каждого заезда проходили в финал соревнований. Все остальные спортсмены попадали во второй отборочный заезд, где определяли ещё трёх финалистов.

#### Заезд 1
| Место | Спортсмен      | Страна         | Время  | Отставание | Примечания |
| ----- | -------------- | -------------- | ------ | ---------- | ---------- |
| 1     | Тони Фокс      | Великобритания | 7:54,4 | +0,0       | F          |
| 2     | Мервин Вуд     | Австралия      | 8:02,5 | +8,1       | 2R         |
| 3     | Эдуардо Риссо  | Уругвай        | 8:05,9 | +11,5      | 2R         |
| 4     | Теодор Коцерка | Польша         | 9:10,6 | +1:16,2    | 2R         |

#### Заезд 2
| Место | Спортсмен          | Страна    | Время  | Отставание | Примечания |
| ----- | ------------------ | --------- | ------ | ---------- | ---------- |
| 1     | Юрий Тюкалов       | СССР      | 7:52,6 | +0,0       | F          |
| 2     | Джон Келли-младший | США       | 7:57,3 | +4,7       | 2R         |
| 3     | Иэн Стивен         | ЮАС       | 8:02,3 | +9,7       | 2R         |
| 4     | Пауль Мейер        | Швейцария | 8:07,1 | +14,5      | 2R         |

### Вторые отборочные заезды
Победитель каждого заезда проходил в финал. Все остальные гребцы выбывали из соревнований.

#### Заезд 1
| Место | Спортсмен         | Страна     | Время  | Отставание | Примечания |
| ----- | ----------------- | ---------- | ------ | ---------- | ---------- |
| 1     | Мервин Вуд        | Австралия  | 7:45,5 | +0,0       | F          |
| 2     | Пауль Мейер       | Швейцария  | 7:48,3 | +2,8       |            |
| 3     | Роберт ван Месдаг | Нидерланды | 7:57,2 | +11,7      |            |
| 4     | Хенри Стенаккер   | Бельгия    | 7:59,5 | +14,0      |            |

#### Заезд 2
| Место | Спортсмен          | Страна       | Время  | Отставание | Примечания |
| ----- | ------------------ | ------------ | ------ | ---------- | ---------- |
| 1     | Теодор Коцерка     | Польша       | 7:41,8 | +0,0       | F          |
| 2     | Джон Келли-младший | США          | 7:42,0 | +0,2       |            |
| 3     | Франтишек Райх     | Чехословакия | 7:55,0 | +13,2      |            |

#### Заезд 3
| Место | Спортсмен     | Страна  | Время  | Отставание | Примечания |
| ----- | ------------- | ------- | ------ | ---------- | ---------- |
| 1     | Иэн Стивен    | ЮАС     | 7:38,6 | +0,0       | F          |
| 2     | Гюнтер Шютт   | Саар    | 7:42,9 | +4,3       |            |
| 3     | Эдуардо Риссо | Уругвай | 7:50,5 | +11,9      |            |

### Финал
Финальная гонка проходила в условиях сильного ветра. Первую половину дистанции решающего заезда сильнее прошёл австралиец Мервин Вуд, однако затем Тюкалов смог увеличить темп и незадолго до финиша он обошёл Вуда и стал первым в истории олимпийским чемпионом от СССР в академической гребле.
| Место | Спортсмен      | Страна         | Время  | Отставание |
| ----- | -------------- | -------------- | ------ | ---------- |
| 1     | Юрий Тюкалов   | СССР           | 8:12,8 | +0,0       |
| 2     | Мервин Вуд     | Австралия      | 8:14,5 | +1,7       |
| 3     | Теодор Коцерка | Польша         | 8:19,4 | +6,6       |
| 4     | Тони Фокс      | Великобритания | 8:22,5 | +9,7       |
| 5     | Иэн Стивен     | ЮАС            | 8:31,4 | +18,6      |